# 真理党
真理党（しんりとう）は、1990年（平成2年）の第39回衆議院議員総選挙のために、オウム真理教の教祖である麻原彰晃（松本智津夫）を党首として結成された宗教政党。1989年（平成元年）8月16日に東京都選挙管理委員会に政治団体設立を届出。麻原や教団幹部ら25名を擁立し、確認団体となったが、全員落選。さらに全員が供託金没収点未満だったため、供託金はすべて没収された。
選挙での大敗後には「票を操作された」「在日米軍や自衛隊から攻撃されている」などと被害妄想・陰謀論へ傾倒し、教団の武装化、テロリズムによる国家転覆路線への転換を加速させる契機となった。

## 経緯
オウム真理教に入信した若者は、日本のバブル経済全盛期の「浮ついた風潮」になじめず、生きることのむなしさを秘めており、物質的な豊かさだけが優先される社会（物質主義的社会）に疑問を感じていた生真面目な性格な人が圧倒的に多かった。
宗教団体から宗教政治団体化、選挙立候補（政界進出）をするかどうかはオウム真理教としては珍しく、幹部による多数決が採られた。結果は10:2で賛成派が勝利。反対した2人は上祐史浩と岐部哲也であった。
1989年8月16日に真理党が結成された。それから間もない同月27日には久我山会館で「アストラル・ワールド・コンサート」が開催され、麻原本人による『麻原彰晃マーチ』が発表され、青い象を模した「ガネーシャ帽子」、黄色い象の着ぐるみの「ガネーシャ等身大マスコット」、麻原のマスクをかぶった「彰晃軍団」が登場した。
1989年11月4日、選挙戦など教団活動の障害になるとして、注目度が低い時代からオウム真理教を批判し、脱会運動の中心となっていた坂本堤弁護士とその一家3名を殺害した（坂本堤弁護士一家殺害事件）。当時は失踪事件として扱われ、事件性すら確定されていなかったものの、中川智正が殺害の際プルシャ（オウムのバッジ）を落としたため、オウム犯行説が広まっていた。だが坂本事件は迷宮入りし、1990年、麻原と信者24人の合計25人が第39回衆議院議員総選挙に出馬。
なお、選挙立候補前の段階ですでに殺人罪を問われる行為（男性信者殺害事件・坂本堤弁護士一家殺害事件）を犯していた真理党の候補者は6人（麻原、村井秀夫、新実智光、佐伯一明、中川智正、大内利裕）いた。

## 選挙公約
選挙中のオウムソングは、歌詞の1番では消費税廃止、2番では教育改革、3番では福祉増進を訴える内容であった。
- 消費税廃止[7][12]
- 教育改革[7][12]
- 福祉推進[12]

## 選挙活動・選挙運動手法

### 独特な選挙運動
当時の東京4区（東京都渋谷区・中野区・杉並区）から出馬した麻原の選挙活動は異質であった。麻原彰晃の写真入りビラやパンフレット、雑誌を選挙区中に撒き、麻原そっくりのお面を大量に作って運動員に被らせ、白いコスチュームを着た女性信者達のダンス、さらには『麻原彰晃マーチ』をはじめ『真理教、魔を祓う尊師の歌』、『はばたけ、明日に向かって』、『ガネーシャ体操』といったオウムソングの合唱などの派手なパフォーマンスを行った。一方で、裏では他党の候補者を妨害する選挙活動をした。しかし、他の選挙区から出馬していた真理党の候補者は、選挙公報と政見放送、公設の掲示板に掲示する選挙ポスター以外の選挙活動を一切しなかった。
この時には公職選挙法で定められた時間帯を大きく超える16時間/日に及ぶ街頭宣伝運動を繰り広げ、警視庁から警告を受けたが、運動に駆り出された元信者は「もしも誰かから注意されたりしたら、『これは布教活動です』と言って逃れるように」と指示を受けていた。

### 対立候補に対する選挙妨害
また、早川紀代秀配下のもと「ふくろう部隊」が結成され、闇夜に紛れて敵対候補の選挙ポスター剥がしという選挙法違反の選挙妨害を組織的に行っていた。他の候補者の選挙ポスターを剥がす、汚損するなどの行為は麻原自身が勧め、深夜に信者を使って他の候補者を中傷するビラを配布させた。

## 選挙結果
開票結果は、真理党自身の予想を大きく裏切った。麻原は「泡沫候補とか言っているが、今に見てろよ」と語り、自身が5 - 6万票を獲得して当選すると信じていたが、実際には5人当選区で1,783票にとどまり13位で落選する大惨敗だった。他の候補も1,000票を超えたのは神奈川3区から出馬した中川智正のみで、ほかは麻原の半分未満の票数しか獲得できず、当時立候補者1人あたり200万円だった供託金計5,000万円が没収された。
これに酷く落胆した麻原は、一時教団の代表を辞めるなどと弱音を吐いていたが、長女（ドゥルガー）と三女（アーチャリー）が「票のすり替えがあったのでは」と発言し、麻原も国家権力の陰謀を主張するようになった。自身が出馬した東京都第4区にて、開票に不正がないか確かめるために信者3人にわざと本名の松本智津夫で投票させた上で、開票時の立会の際に票を確認させ、（実際には大量の票の中からたった3票の「松本票」を発見するのは至難の業であるが）ここで松本票を確認できなかったことを選挙不正があると喧伝する材料にした。麻原は在家信者に対する言い訳を考えるよう上祐や大内利裕に指示し、そこで「フリーメイソンが票を自動的に書き換える装置を使って票をすりかえた」という話が考案された。
麻原は開票後に富士山総本部にて出家信者らに対し次の通りコメントした。
すでに坂本弁護士一家「失踪」事件でマスコミの注目を浴びていた麻原は、開票速報を伝える各テレビ局の番組に出演し、真理党が落選したのは、国家権力による票数操作の陰謀のためと主張した（なお、いわゆる「泡沫候補」に対する報道上の差別は確かに存在し、泡沫視された真理党がまともに選挙報道されたことはなかった。しかし、この差別は泡沫候補全般に対するもので、特に真理党を狙ったわけではない）。
この惨敗の結果、麻原は武力による権力奪取の必要性を感じ、「今回の衆院選は、私のマハーヤーナの救済のテストケースだった。その結果、マハーヤーナでは救済できないことが分かったから、これからはヴァジラヤーナでいく」として、兵器開発を急ぐなどその後の教団がより一層凶暴化したとされる（ただし、麻原の犯罪肯定説法は選挙以前から行われている）。早速麻原は無差別テロを計画し、石垣島セミナーを実行することとなった。
一方、被害対策弁護団は麻原が立候補した東京4区の杉並区内の一軒家に100人以上の住民票を集めているなど、居住もしていない住所で選挙権を得たとして、公職選挙法違反で警視庁に告発するが、不受理となった。

## 真理党候補者と選挙結果一覧
- 候補の列は本名の50音順ソート、括弧内は当時のホーリーネーム。年齢は1990年2月20日時点。選挙区の列のソートボタンで元の順序に戻る。
- 名前が太字の者は後のオウム裁判で死刑判決を受け、執行された者。

| 候補者名                               | 年齢 | 選挙区    | 得票数 | 最下位当選 者の得票数 | 惜敗率 |
| -------------------------------------- | ---- | --------- | ------ | --------------------- | ------ |
| 富田隆（シーハ）                       | 31   | 埼玉1区   | 484    | 125594                | 0.39%  |
| 杉浦茂（ヴァンギーサ）                 | 31   | 埼玉2区   | 553    | 109398                | 0.51%  |
| 大内利裕（プンナ・マンターニ・プッタ） | 37   | 埼玉3区   | 303    | 68132                 | 0.44%  |
| 広瀬健一（サンジャヤ）                 | 25   | 埼玉5区   | 397    | 80499                 | 0.49%  |
| 遠藤誠一（ジーヴァカ）                 | 29   | 千葉4区   | 508    | 130684                | 0.39%  |
| 松本知子（マハーマーヤ）               | 31   | 東京1区   | 276    | 51940                 | 0.53%  |
| 松葉裕子（スッカー）                   | 25   | 東京2区   | 360    | 76285                 | 0.47%  |
| 満生均史（マルパ・ロサ）               | 38   | 東京2区   | 58     | 76285                 | 0.08%  |
| 石井久子（マハー・ケイマ）             | 29   | 東京3区   | 398    | 65259                 | 0.61%  |
| 麻原彰晃                               | 34   | 東京4区   | 1783   | 66337                 | 2.69%  |
| 上祐史浩（マイトレーヤ）               | 27   | 東京5区   | 310    | 77426                 | 0.40%  |
| 松田ユカリ（バッダー・カピラーニ）     | 28   | 東京6区   | 202    | 65409                 | 0.31%  |
| 鎌田紳一郎（ウルヴェーラ・カッサパ）   | 30   | 東京6区   | 71     | 65409                 | 0.11%  |
| 山本まゆみ（キサーゴータミー）         | 35   | 東京7区   | 536    | 108037                | 0.50%  |
| 杉浦実（カンカー・レーヴァタ）         | 28   | 東京7区   | 232    | 108037                | 0.21%  |
| 村井秀夫（マンジュシュリー・ミトラ）   | 31   | 東京8区   | 72     | 44152                 | 0.13%  |
| 宮本公恵（マチク・ラプドンマ）         | 29   | 東京8区   | 99     | 44152                 | 0.22%  |
| 坪倉浩子（ダルマヴァジリ）             | 26   | 東京9区   | 272    | 81724                 | 0.33%  |
| 名倉文彦（ナローパ）                   | 28   | 東京9区   | 188    | 81724                 | 0.23%  |
| 新実智光（ミラレパ）                   | 25   | 東京10区  | 205    | 91160                 | 0.22%  |
| 岐部哲也（マハー・カッサパ）           | 34   | 東京10区  | 139    | 91160                 | 0.15%  |
| 飯田エリ子（サクラー）                 | 29   | 東京11区  | 494    | 129169                | 0.38%  |
| 佐伯一明（マハー・アングリマーラ）     | 29   | 東京11区  | 217    | 129169                | 0.17%  |
| 秋山伸二（アジタ）                     | 27   | 神奈川2区 | 487    | 107171                | 0.17%  |
| 中川智正（ヴァジラティッサ）           | 27   | 神奈川3区 | 1445   | 113661                | 1.27%  |

（出典：井上順孝『情報時代のオウム真理教』 320頁）